# Markreservat
Markreservat är i Sverige enligt Plan‑ och bygglagen 4 kapitlet 6 § mark som i kommunernas planering reserveras för gemensamma samhälleliga ändamål: ”I en detaljplan får kommunen bestämma markreservat för sådana trafik- och väganläggningar, energianläggningar, anordningar för elektroniska kommunikationsnät och ledningar som behövs för allmänna ändamål.”
I förordningar och kommunernas praxis finns flera olika slag av markreservat som Vägreservat, Järnvägsreservat, Spårvägsreservat och markreservat för energianläggningar. Mark reserverad för samfärdsel har kallats trafikreservat med en övergripande term, idag närmast motsvarande Boverkets så kallade ”användning” med beteckningen ”Trafik”.
I andra länder finns motsvarande begrepp, som det engelskspråkiga right of way.